# Wladimir Resnitschenko
Wladimir Resnitschenko –en ruso, Владимир Резниченко, Vladímir Reznichenko– (Alma Atá, 27 de julio de 1965) es un deportista soviético que compitió en esgrima, especialista en la modalidad de espada (desde el año 1992 participó bajo la bandera de Alemania).
Participó en dos Juegos Olímpicos de Verano, obteniendo dos medallas en la prueba por equipos, oro en Barcelona 1992 (junto con Elmar Borrmann, Robert Felisiak, Arnd Schmitt y Uwe Proske) y bronce en Seúl 1988 (con Andrei Shuvalov, Pavel Kolobkov, Mijail Tishko e Igor Tijomirov). Ganó una medalla de oro en el Campeonato Mundial de Esgrima de 1987, en la prueba por equipos.

## Palmarés internacional
| Representando a la URSS  |                      |                   |                    |
| Juegos Olímpicos         |                      |                   |                    |
| Año                      | Lugar                | Medalla           | Prueba             |
| 1988                     | Seúl (Corea del Sur) | Medalla de bronce | Espada por equipos |
| Campeonato Mundial       |                      |                   |                    |
| Año                      | Lugar                | Medalla           | Prueba             |
| 1987                     | Lausana (Suiza)      | Medalla de oro    | Espada por equipos |
| Representando a Alemania |                      |                   |                    |
| Juegos Olímpicos         |                      |                   |                    |
| Año                      | Lugar                | Medalla           | Prueba             |
| 1992                     | Barcelona (España)   | Medalla de oro    | Espada por equipos |